# Torneo Competencia
Torneo Competencia was een Uruguayaans voetbalevenement dat discontinu werd gespeeld van 1934 tot 1990. Het toernooi werd aan het begin van het seizoen gespeeld als voorbereiding op het kampioenschap.

## Competitieopzet
In de eerste twee edities omvatte de formule twee groepen van elk 5 teams, de twee best gekwalificeerde werden toegelaten tot de eliminatieronde om de kampioen van het toernooi te bepalen. Vanaf 1941 was de aangenomen formule die van de Italiaanse groep met een enkele wedstrijd, met uitzondering van de editie van 1990 uitgevoerd met het dubbele groepssysteem (2 groepen van 7 teams die elk 4 teams kwalificeerden in de laatste groep). Het aantal deelnemers varieert door de jaren heen, van minimaal 10 tot maximaal 14 teams. Het scoresysteem voorzag in de toekenning van twee punten in geval van overwinning, één punt in het geval van een gelijke stand en nul in het geval van een nederlaag; het systeem is van de eerste tot de laatste editie ongewijzigd gebleven.

## Geschiedenis
De eerste editie vond plaats in 1934: na de groepsfase kwalificeerden Peñarol en Wanderers (Groep A), Nacional en Rampla Juniors (Groep B) zich voor de halve finale. In de halve finale versloeg Wanderers Rampla Juniors op penalty's terwijl Nacional met 3-0 won van Peñarol, in de finale versloeg Nacional Wanderers met 3-0.
De editie van 1944 was een belangrijk moment in de geschiedenis van het Uruguayaanse voetbal. Voor het eerst sinds de introductie van het profvoetbal in 1933 werd een door de federatie georganiseerde competitie niet gewonnen door Peñarol of door de Nacional, dat jaar werd gewonnen door Central Español FC.
Het seizoen 1950 was het seizoen met het hoogste aantal deelnemers (14) en het hoogste aantal gescoorde doelpunten (324 in 91 wedstrijden).
De editie van 1990 wordt in plaats daarvan herinnerd voor de wedstrijd die op 19 april werd gespeeld tussen Peñarol en Nacional in het Estadio Centenario, de Superclásico werd onderbroken vanwege een gevecht dat uitbrak op het veld tussen de spelers van de twee teams, aan het einde van het gevecht scheidsrechter van de wedstrijd verdreef elf spelers van Peñarol en negen van Nacional, evenals enkele voorbehouden die de spelrechthoek waren binnengegaan om deel te nemen aan de strijd, waarin de schorsing van de wedstrijd en de daaropvolgende nederlaag aan tafel voor beide clubs werden bevolen.
Het toernooi werd driemaal gespeeld, zonder winnaar, dit gebeurde in 1942, 1964 en 1967 toen aan het einde van de competitie de Nacional en Peñarol beide op gelijke punten op de eerste plaats stonden.

## Erelijst
- 1934: Nacional
- 1936: Peñarol
- 1941: Peñarol
- 1942: Geen winnaar
- 1943: Peñarol
- 1944: Central
- 1945: Nacional
- 1946: Peñarol
- 1947: Peñarol
- 1948: Nacional
- 1949: Peñarol

- 1950: Rampla Juniors
- 1951: Peñarol
- 1952: Nacional
- 1953: Peñarol
- 1955: Rampla Juniors
- 1956: Peñarol
- 1957: Peñarol
- 1958: Nacional
- 1959: Nacional
- 1961: Nacional
- 1962: Nacional

- 1963: Nacional
- 1964: Geen winnaar
- 1967: Geen winnaar
- 1985: Progreso
- 1986: Peñarol
- 1987: Wanderers
- 1988: Danubio
- 1989: Nacional
- 1990: Wanderers

## Aantal kampioenschappen per club
| Overwinningen | Club           | Jaar                                                             |
| ------------- | -------------- | ---------------------------------------------------------------- |
| 11            | Peñarol        | 1936, 1941, 1943, 1946, 1947, 1949, 1951, 1953, 1956, 1957, 1986 |
| 10            | Nacional       | 1934, 1945, 1948, 1952, 1958, 1959, 1961, 1962, 1963, 1989       |
| 2             | Rampla Juniors | 1950, 1955                                                       |
| 2             | Wanderers      | 1987, 1990                                                       |
| 1             | Central        | 1944                                                             |
| 1             | Progreso       | 1985                                                             |
| 1             | Danubio        | 1988                                                             |